# Río Vencálico-Acóteco
El Río Írico (Antes llamado río vencálico-acóteco), es un pequeño río de 6-7km de longitud, que su nacimiento y desembocadura se desconocen, pero se han dado posibles propuestas. Se localiza a unos pocos kilómetros de la ciudad de El Progreso, Honduras.

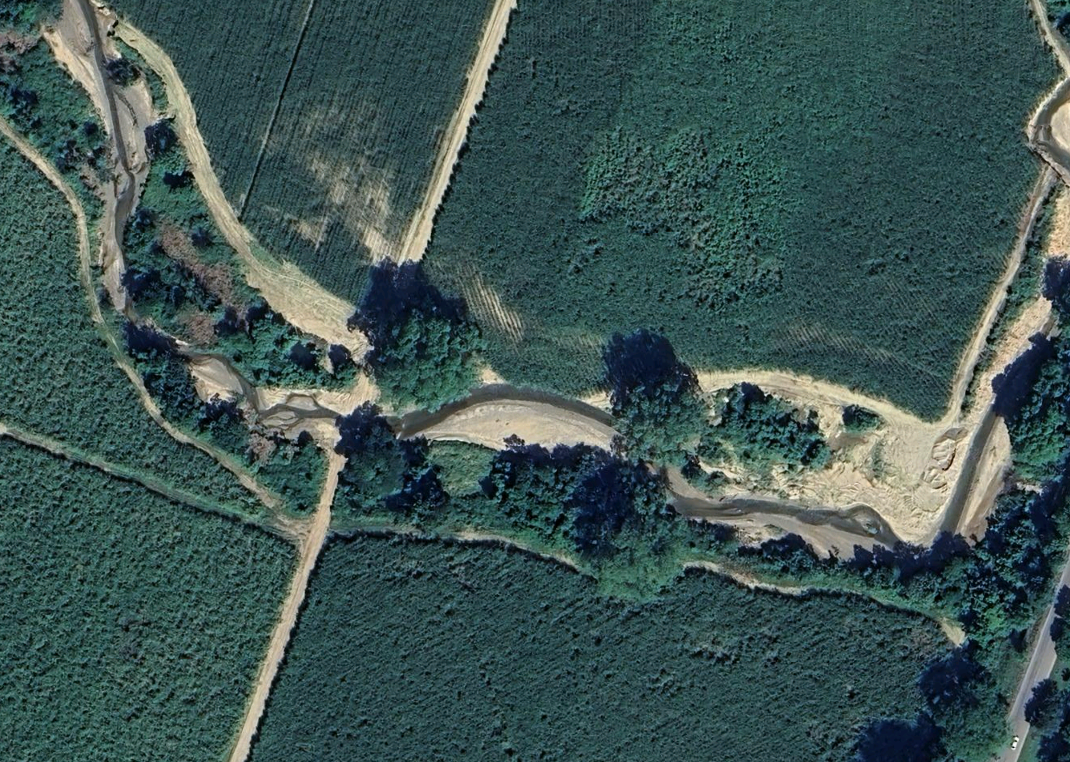
Vista del Río Írico a pocos kilómetros de la aldea en donde se localiza posiblemente el propuesto e desconocido nacimiento.